# NGC 282
NGC 282 è una galassia ellittica situata nella costellazione dei Pesci.

## Scoperta
NGC 282 è stata scoperta il 13 ottobre 1879 dall'astronomo francese Édouard Stephan.